# Tadeusz Piguła
Tadeusz Andrzej Piguła (Konin, 10 agosto 1952) è un ex schermidore polacco, vincitore di una medaglia d'argento e due di bronzo ai campionati mondiali di scherma.